# Diocèse de Tehuacán
Le diocèse de Tehuacán (en latin : en latin : Dioecesis Tehuacaniensis ; en espagnol : Diócesis de Tehuacán) est un diocèse de l'Église catholique du Mexique, suffragant de l'archidiocèse de Puebla de los Ángeles.

## Territoire

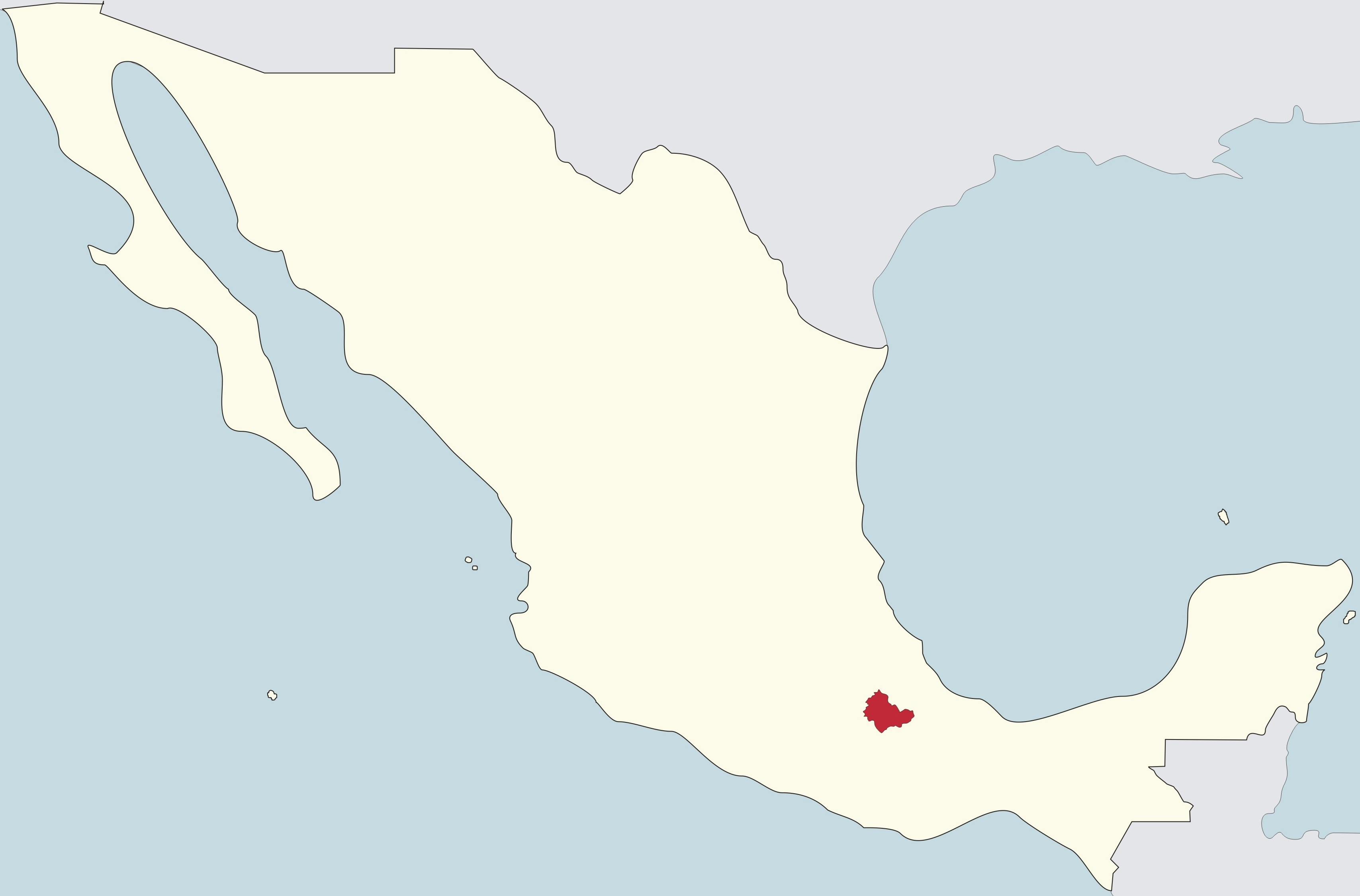
Diocèse de Tehuacán en rouge sur la carte du Mexique

Il comprend 31 municipalités de l'État de Puebla ce qui représente un territoire d'une superficie de 6 294 km2 divisé en 57 paroisses.
Le siège épiscopal est dans la ville de Tehuacán où se trouve la cathédrale de l'Immaculée-Conception.

## Historique
Le diocèse est érigé le 13 janvier 1962 par la constitution apostolique Quem ad modum du pape Jean XXIII en prenant des parties de territoires des archidiocèses d'Antequera et de Puebla de los Ángeles. Tehuacán est nommé suffragant de ce dernier.

## Évêques
- Rafael Ayala y Ayala (18 juin 1962 - 5 juillet 1985)
- Norberto Rivera Carrera (5 novembre 1985 - 13 juin 1995), nommé archevêque de Mexico
- Mario Espinosa Contreras (2 avril 1996 - 3 mars 2005), nommé évêque de Mazatlán
- Rodrigo Aguilar Martínez (28 janvier 2006 - 3 novembre 2017), nommé évêque de San Cristóbal de Las Casas
- Gonzalo Alonso Calzada Guerrero, depuis le 20 octobre 2018